# وای خدای من چه اتفاقی می‌افتد
«وای خدای من چه اتفاقی می‌افتد» (به انگلیسی: OMG What's Happening) ترانه‌ای از خواننده اهل ایالات متحده آمریکا ایوا مکس است. این ترانه در ۳ سپتامبر ۲۰۲۰ به‌عنوان هفتمین تک‌آهنگ اولین آلبوم استودیویی‌اش، بهشت و جهنم (۲۰۲۰) ازطریق آتلانتیک رکوردز منتشر شد.